# Rev. from DVL
Rev. from DVL，有時會簡稱為Rev.，是一個以日本福岡地區為主要活動據點的在地偶像團體，是福岡當地的藝能製作與經紀公司博多活動（ActiveHakata）旗下的藝人與團體之一。成立於2011年的Rev. from DVL，在2013年底時因核心成員橋本環奈一張活動現場照在社群媒體上的廣泛傳閱而知名度大開，並在隔年4月16日在吉本興業旗下的吉本R&C支持下推出第一張單曲唱片《LOVE-arigatou-》，且順利進入Oricon單曲榜內。

## 歷史
Rev. from DVL的淵源最早可以回溯到博多活動在2003年時所成立的男女混編舞蹈與歌唱團體「DVL」，但製作公司在2011年時考量到日本國內的在地偶像熱潮逐漸興起，而決定將團體大幅改組為純女性組成的偶像團體，並且改名為Rev. from DVL。其中Rev.是revolution（革命）的縮寫，取新團體是由原本的DVL革命進化而來的概念，至於原本的團體名「DVL」則是「舞蹈」（dance）、「歌唱」（vocal）與「愛」（love）三字的縮寫組合而成。
新團體成立後，原本仍然是以福岡作為活動範圍僅有地區性的舞台表演。但在2013年10月至11月間，有民眾拍攝了一張非核心成員橋本環奈在戶外公開表演(實際上橋本環奈在最左邊角落自己跳自己的)照片並上傳至網路上，結果獲得「太過天使」（天使すぎる）的評價並被廣泛轉貼傳閱，使得原本默默無聞的橋本聲名大噪，並連帶帶起Rev. from DVL的知名度。
2014年6月在主流唱片公司之一的吉本R&C支持下，Rev. from DVL推出了第一張單曲唱片《LOVE-arigatou-》，並以首賣13,000張的成績登上Oricon單曲日榜的第六名。之後該團體也陸續推出多張單曲，並且擁有專屬的冠名廣播節目與電視節目，活動範圍也從福岡逐漸擴展到日本全國。
2017年2月6日，Rev.from DVL在官网发表声明，宣布将于同年3月31日解散。

## 成員
Rev. from DVL共有9名現役成員，其中有部分成員是在DVL時代就已加入，但也有在團體改組之後才陸續加入的成員。9名成員分別是：
- 橋本環奈
- 秋山美穗
- 四宮渚
- 鷲尾美紀
- 今井瞳
- 橋本幸奈
- 力石奈波
- 藤本麗依菜
- 古澤早希
- 池松愛理

## 作品
單曲唱片
1. 《LOVE-arigatou-（日语：LOVE-arigatou-）》，2014年4月16日發行

## 媒體演出
廣播
- 《Rev. from DVL的維他命革命 星期一》（Rev. from DVLのビタミンRevolution 月曜日，KBC廣播電台（日语：KBCラジオ），2014年3月31日開播）
- 《Girls Punch（日语：ハイタッチ）》星期五（RKB廣播電台（日语：RKBラジオ），2014年4月4日單元開播）：《Girls Punch》是RKB電台的廣播節目《High-Touch》（ハイタッチ）裡面的一個每週二至週五播放的帶狀節目單元，每天都由不同的福岡地區藝人或偶像團體成員擔任主持人。其中，Rev. from DVL自2014年4月起承接了星期五的節目單元，命名為「來和Rev.相會吧！」（Rev.に逢いにきんしゃい!），節目主要由秋山美穗與鷲尾美紀擔任主持人，但在節目開始初期橋本環奈也不定期地參與演出。

電視
- 《Kawaiian Clubee!》（Kawaiian くらびぃー！，Kawaiian TV，2014年12月4日開播）：《Kawaiian Clubee!》是日本偶像節目專業衛星電視台Kawaiian TV的主要綜藝節目之一，由Through Skills（日语：スルースキルズ）、NMB48、SO.ON project（日语：SO.ON project）、Rev. from DVL與GALETTe（日语：GALETTe）五個女性偶像團體輪流演出，其中Rev. from DVL負責的是每週四的「Rev. from DVL的Clubee!」（Rev.from DVLのくらびぃー！）。
- 《Rev. from DVL的下課後》（Rev.fromDVLのホーカゴ，RKB每日放送，2015年4月6日 - 2015年6月）：Rev. from DVL第一個在無線電視頻道上播放的冠名節目。除了RKB每日放送外，該節目也有透過網路收視（U-NEXT）與衛星電視（Kawaiian TV）方式提供觀眾收視[4]。

## 外部連結
- （日語）Rev. from DVL官方網站